# Armando Villarreal
Armando Villarreal (Brownsville, 31 mei 1986) is een Amerikaans voetbalscheidsrechter. Hij is in dienst van FIFA en CONCACAF sinds 2015. Ook leidt hij sinds 2012 wedstrijden in de Major League Soccer.
Op 23 mei 2012 leidde Villarreal zijn eerste wedstrijd in de Amerikaanse nationale competitie. Tijdens het duel tussen New York Red Bulls en Chivas USA (1–1) trok de leidsman tweemaal de gele kaart. Zijn eerste interland floot hij op 30 mei 2011, toen El Salvador met 2–2 gelijkspeelde tegen Honduras. Tijdens dit duel gaf Villarreal twee spelers een gele kaart.
In mei 2022 werd hij gekozen als een van de videoscheidsrechters die actief zouden zijn op het WK 2022 in Qatar.

## Interlands
| Datum            | Plaats                          | Wedstrijd                      | Uitslag | Competitie             | Kreeg geel | Kreeg voor de tweede keer geel en dus rood | Weggestuurd |
| ---------------- | ------------------------------- | ------------------------------ | ------- | ---------------------- | ---------- | ------------------------------------------ | ----------- |
| 30 mei 2011      | Houston, Verenigde Staten       | El Salvador – Honduras         | 2 – 2   | Vriendschappelijk      | 2          | 0                                          | 0           |
| 25 maart 2015    | Nassau, Bahama's                | Bahama's – Bermuda             | 0 – 5   | WK 2018 kwalificatie   | 4          | 0                                          | 1           |
| 1 juli 2015      | Houston, Verenigde Staten       | Mexico – Honduras              | 0 – 0   | Vriendschappelijk      | 2          | 0                                          | 0           |
| 4 september 2015 | North Sound, Antigua en Barbuda | Antigua en Barbuda – Guatemala | 1 – 0   | WK 2018 kwalificatie   | 2          | 0                                          | 0           |
| 3 september 2016 | San Salvador, El Salvador       | El Salvador – Mexico           | 1 – 3   | WK 2018 kwalificatie   | 5          | 0                                          | 0           |
| 9 juli 2017      | San Diego, Verenigde Staten     | Curaçao – Jamaica              | 0 – 2   | Gold Cup 2017          | 3          | 0                                          | 0           |
| 29 oktober 2017  | Hamilton, Bermuda               | Bermuda – Bahama's             | 2 – 3   | Vriendschappelijk      | 3          | 0                                          | 0           |
| 24 maart 2018    | Santa Clara, Verenigde Staten   | IJsland – Mexico               | 0 – 3   | Vriendschappelijk      | 6          | 0                                          | 0           |
| 29 mei 2018      | Pasadena, Verenigde Staten      | Mexico – Wales                 | 0 – 0   | Vriendschappelijk      | 2          | 0                                          | 0           |
| 13 oktober 2018  | Miami Gardens, Verenigde Staten | Peru – Chili                   | 3 – 0   | Vriendschappelijk      | 0          | 0                                          | 0           |
| 21 november 2018 | Panama-Stad, Panama             | Panama – Ecuador               | 1 – 2   | Vriendschappelijk      | 2          | 0                                          | 0           |
| 24 juni 2019     | Charlotte, Verenigde Staten     | Canada – Cuba                  | 7 – 0   | Gold Cup 2019          | 4          | 0                                          | 0           |
| 6 september 2019 | Harrison, Verenigde Staten      | Peru – Ecuador                 | 0 – 1   | Vriendschappelijk      | 4          | 0                                          | 0           |
| 14 oktober 2019  | Alajuela, Costa Rica            | Costa Rica – Curaçao           | 0 – 0   | Nations League 2019/20 | 4          | 0                                          | 0           |
| 26 maart 2021    | Orlando, Verenigde Staten       | Canada – Bermuda               | 5 – 1   | WK 2022 kwalificatie   | 1          | 0                                          | 0           |
| 9 juni 2021      | Willemstad, Curaçao             | Curaçao – Guatemala            | 0 – 0   | WK 2022 kwalificatie   | 4          | 0                                          | 0           |
| 18 juli 2021     | Houston, Verenigde Staten       | Grenada – Qatar                | 0 – 4   | Gold Cup 2021          | 2          | 0                                          | 0           |
| 14 oktober 2021  | Toronto, Canada                 | Canada – Panama                | 4 – 1   | WK 2022 kwalificatie   | 5          | 0                                          | 0           |
| 3 februari 2022  | San Salvador, El Salvador       | El Salvador – Canada           | 0 – 2   | WK 2022 kwalificatie   | 4          | 0                                          | 0           |
| 28 maart 2022    | San Pedro Sula, Honduras        | Honduras – Mexico              | 0 – 1   | WK 2022 kwalificatie   | 5          | 0                                          | 0           |
| 15 juni 2022     | Kingston, Jamaica               | Jamaica – Mexico               | 1 – 1   | Nations League 2022/23 | 4          | 0                                          | 0           |
| 28 maart 2023    | Bacolet, Trinidad en Tobago     | Trinidad en Tobago – Nicaragua | 1 – 1   | Nations League 2022/23 | 12         | 0                                          | 0           |
| 30 juni 2023     | Glendale, Verenigde Staten      | Qatar – Honduras               | 1 – 1   | Gold Cup 2023          | 6          | 0                                          | 0           |
| 18 oktober 2023  | Panama-Stad, Panama             | Panama – Guatemala             | 3 – 0   | Nations League 2023/24 | 2          | 0                                          | 1           |
| 24 maart 2024    | Houston, Verenigde Staten       | Guatemala – Venezuela          | 0 – 0   | Vriendschappelijk      | 6          | 0                                          | 0           |
| 15 oktober 2024  | Kingston, Jamaica               | Jamaica – Honduras             | 0 – 0   | Nations League 2024/25 | 3          | 0                                          | 0           |

Laatst bijgewerkt op 27 november 2024.